# Рошинья
Диогу Фелипе Кошта Роша (порт. Diogo Filipe Costa Rocha; род. 3 мая 1995, Эшпинью) — португальский футболист, атакующий полузащитник клуба «Фамаликан».

## Клубная карьера
Рошинья — воспитанник клубов «Порту», «Фейренсе», «Боавишта» и «Бенфика». 1 октября 2014 года в матче против «Санта-Клары» он дебютировал в Сегунда лиге за дублёров последних. В начале 2015 года Рошинья был арендован английским «Болтон Уондерерс». В матче против «Ипсвич Таун» он дебютировал в Чемпионшипе.
В начале 2016 года Рошинья перешёл в льежский «Стандард», подписав контракт на 3 года. 22 апреля в матче против «Мускрон-Перювельз» он дебютировал в Жюпиле-лиге.
В начале 2017 года Рошинья вернулся в Португалию, где стал игроком клуба «Боавишта». 4 февраля в матче против «Шавиша» он дебютировал в Сангриш лиге. 7 августа в поединке против «Портимоненсе» игрок забил свой первый гол за «Боавишту». В начале 2019 года Рошинья перешёл в «Виторию Гимарайнш», подписав контракт на 4,5 года. 3 февраля в матче против «Порту» он дебютировал за новую команду. 6 апреля в поединке против «Шавиша» игрок забил свой первый гол за «Виторию Гимарайнш». 12 декабря в матче Лиги Европы против франкфуртского «Айнтрахта» он забил гол.
Летом 2022 года Рошинья перешёл в столичный «Спортинг». Сумма трансфера составила 2 млн. евро. 7 августа в матче против «Браги» он дебютировал за новую команду. 30 сентября в поединке против «Жил Висенте» игрок забил свой первый гол за «Спортинг».